# Kairo (banda)
Kairo fue una boyband mexicana de pop latino, procedente de Ciudad de México. Su productor era Carlos Prizzi , actual miembro y Jurado permanente de los Premios Grammy desde el año 2004.

## Historia
Kairo fue un grupo mexicano de tres integrantes masculinos conceptualizado por Toño Berumen e integrado originalmente por Paul Forat, Francisco Zorrilla y Eduardo Verástegui. El grupo se formó en 1993 y se dio a conocer con su álbum debut Signo del tiempo y la canción En los espejos de un café basada en la versión italiana Nord sud ovest est del grupo 883, teniendo una gran aceptación por parte de la juventud de ese entonces; posteriormente del disco debut se lanzaron los sencillos titulados Háblame de ti, Perdóname y Te amaré. Posteriormente en el año de 1995 y con un cambio de imagen salió al mercado el disco Gaudium y del cual se desprendieron los sencillos No nos rendimos, Ponme la multa, Si te vas y Dile que la amo con la cual se dieron a conocer por su versión "Remix". En el año de 1996, sale a la venta el CD Cara a cara el cual fue una recopilación de canciones de los dos discos anteriores y compartieron con el grupo Magneto, quienes en este año se retiraban del espectáculo. Para el año 1997 se anuncia el tercer disco oficial Libres y para el cual el ganador del concurso Mister México Gabriel Soto reemplaza a Eduardo Verástegui quien decidió seguir en solitario en el camino de la actuación; con el disco Libres se presentan en varios lugares del continente americano y del cual se desprendieron las canciones de Siempre me acuerdo de ti, Vuelve conmigo (ven) y Locos por ti, al finalizar la promoción de este disco se anuncia la separación de Paul Forat y Francisco Zorrilla con lo cual el grupo queda sin sus integrantes originales. Para el año de 1998 se anuncia que los reemplazos de Paul Forat y Francisco Zorrilla serán el ex-Tierra Cero Paulo Quevedo y el modelo Roberto Assad. Para este año lanzan el último disco como Kairo titulado Pasiones y del cual se desprendió el sencillo Bailando en tu habitación; a pesar de ello y de la imagen más comercial de grupo este no logra prosperar por lo que va quedando en el olvido siendo su última participación en el Teletón de diciembre de 1999.
El pasado 10 de junio del 2023, presentaron un concierto corto en la ciudad de Guayaquil, en Ecuador, como parte del festival Flashback 90s, donde también presentaron a su nuevo miembro: Christian Carabias.

## Integrantes
Miembros Originales
- Paul Forat - voz (desde 1993 hasta 1998)
- Francisco Zorrilla - coros (desde 1993 hasta 1998)
- Eduardo Verástegui - coros (desde 1993 hasta 1997)

Remplazos
- Gabriel Soto - voz (desde 1997 hasta 2000)....sustituye a Eduardo
- Paulo Quevedo - voz (desde 1998 hasta 2000)....Sustituye a Paul
- Roberto Assad - coros (desde 1998 hasta 2000)....Sustituye a Francisco

## Discografía
- Signo del tiempo (1994)
- Gaudium (1995)
- Cara a cara (1996)
- Éxitos (1996)
- Libres (1997)
- Pasiones (1998)

### Sencillos
- En los espejos de un café (1994)
- Háblame de ti (1994)
- Te amaré (1994)
- Perdóname (1994)
- Ponme la multa (Fammi la multa) (1995)
- No nos rendimos (1995)
- Dile que la amo (1996)
- Dile que la amo (energy mix) (1996)
- Una aventura (1996)
- Si te vas (1996)
- Mi querida Isabel (1996)
- Siempre me acuerdo de ti (1997)
- Vuelve conmigo (ven) (Could it be magic) (1997)
- Sin decir te quiero (1997)
- Locos por ti (1997)
- Esta noche (1998)
- Bailando en tu habitación (1998)

- Datos: Q2883526